# Stefan Śnieżko
Stefan Śnieżko (ur. 5 czerwca 1936 w Ginejciszkach w gminie Rzesza) – polski prawnik, prokurator, działacz opozycji w okresie PRL, senator II kadencji.

## Życiorys
Ukończył w 1965 studia na Wydziale Prawa Uniwersytetu Warszawskiego. Następnie do 1981 należał do Polskiej Zjednoczonej Partii Robotniczej oraz pracował w prokuraturach m.in. w Giżycku i Olsztynie, gdzie doszedł do stanowiska zastępcy prokuratora rejonowego. Został odwołany ze stanowiska we wrześniu 1981 w związku z zaangażowaniem się w działalność w „Solidarności”. W stanie wojennym został internowany na okres od 13 grudnia 1981 do 17 grudnia 1982. Był uczestnikiem prac Centrum Obywatelskich Inicjatyw Ustawodawczych Solidarności. Od 1983 posiadał uprawnienia radcy prawnego, od 1989 także adwokata. W latach 1990–2001 pełnił funkcję zastępcy prokuratora generalnego. Był także senatorem II kadencji z ramienia Kongresu Liberalno-Demokratycznego. W 2004 przeszedł w stan spoczynku.
W 2009 odznaczony przez prezydenta Lecha Kaczyńskiego Krzyżem Oficerskim Orderu Odrodzenia Polski. W 2009 rada Polskiej Fundacji Katyńskiej nadała mu Medal Dnia Pamięci Ofiar Zbrodni Katyńskiej. W 2016 otrzymał Krzyż Wolności i Solidarności.